# Sussaba flavopicta
Sussaba flavopicta är en stekelart som beskrevs av Dasch 1964. Sussaba flavopicta ingår i släktet Sussaba och familjen brokparasitsteklar. Inga underarter finns listade i Catalogue of Life.